# William Pryor Letchworth
William Pryor Letchworth (ur. 26 maja 1823 w Brownville, zm. 1 grudnia 1910 w Letchworth State Park) – amerykański przedsiębiorca i filantrop. Komisarz i przewodniczący New York State Board of Charities, założył Craig Colony for Epileptics w Sonyea. Współzałożyciel i przewodniczący National Association for the Study of Epilepsy. Na jego cześć nazwano Letchworth State Park.